# Podest (urządzenie dźwigowe)

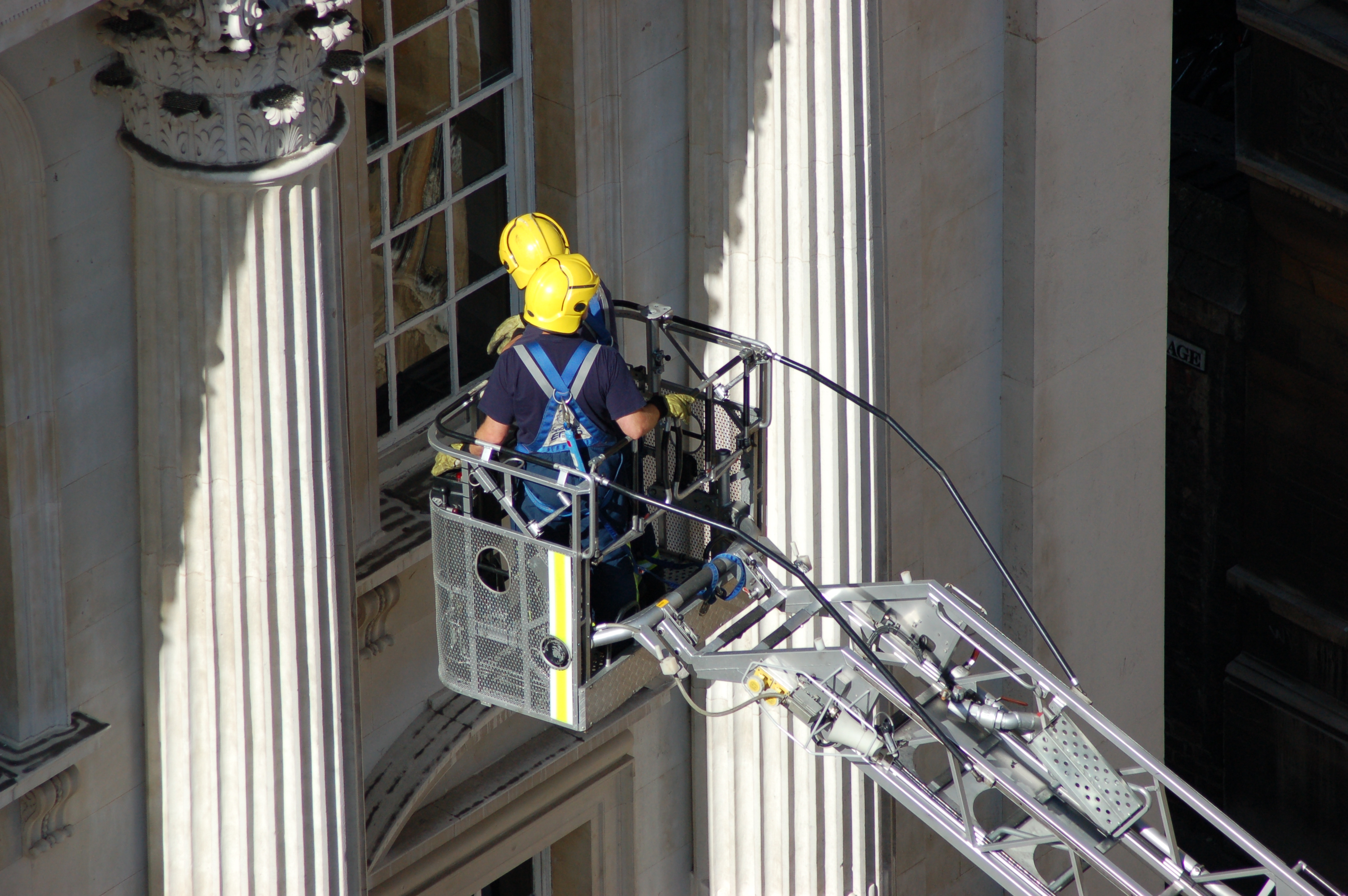

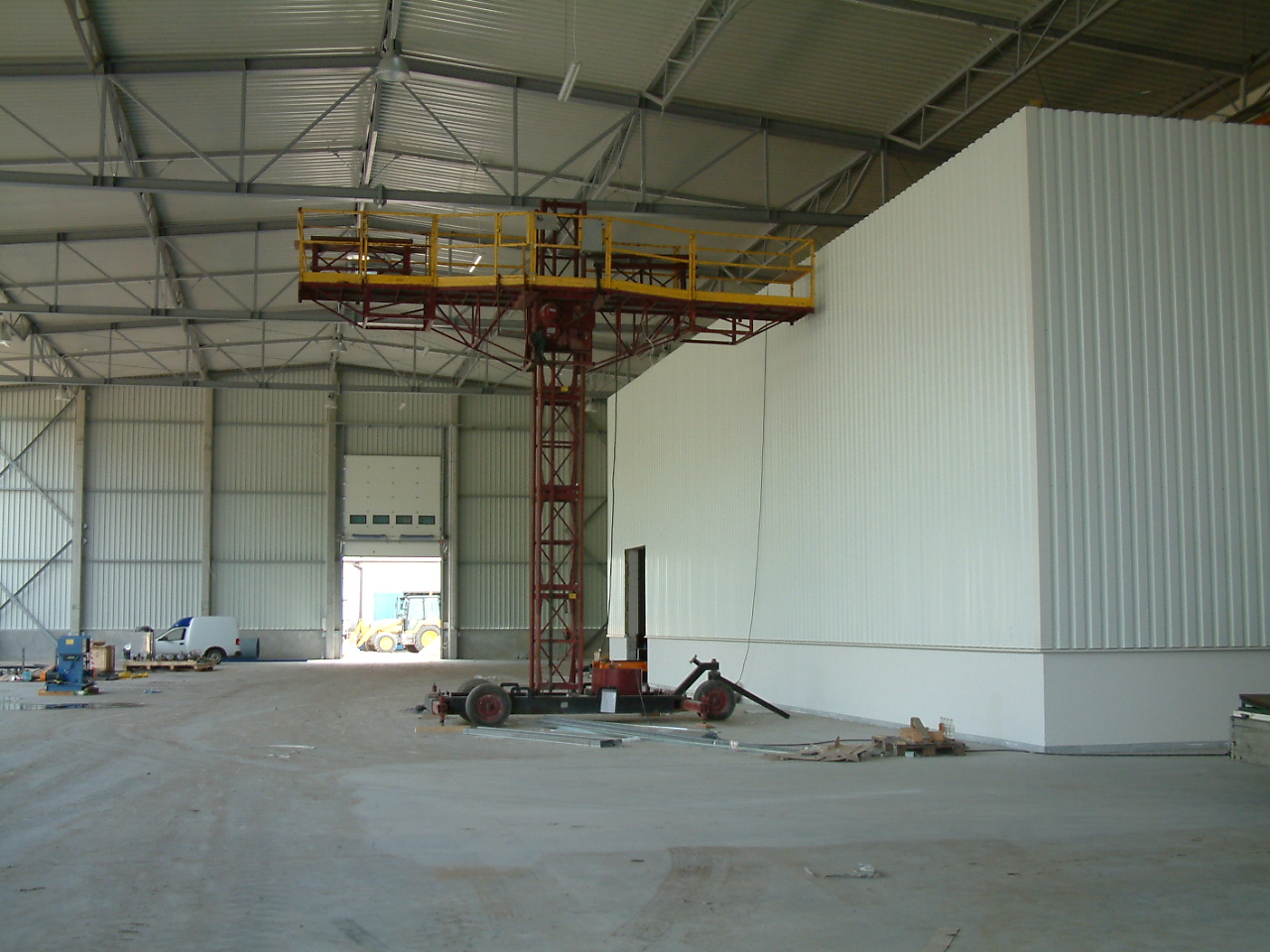
Podest ruchomy masztowy PRM

Podest ruchomy, kosz – urządzenie dźwigowe podlegające dozorowi UDT, służące do podnoszenia osób i materiałów w czasie prac budowlanych lub montażowych na wysokościach. Składa się z platformy bądź gondoli zawieszonej na cięgniku lub podnoszonej na dźwigniku. Może być stacjonarny lub samobieżny.